# Липкин, Липман Израилевич
Липман Израилевич Липкин (1840 — 21 февраля 1876) — русский математик, сын раввина Исроэла Салантера. Стал известен благодаря изобретению механизма Липкина — Посселье (1868).

## Биография
Родился в Салантае Ковенской губернии Российской империи (ныне Кретингский район, Клайпедский уезд, Литва) в семье раввина Исроэла Салантера. В детстве получил иудейское религиозное образование у своего отца. Попав под влияние просветительского движения и науки, в 15 лет оставил семью и отправился в Германию. Получил степень доктора в Йенском университете. Изучал математику в университетах Кёнигсберга и Берлина.
В 1868 году опубликовал геометрическое доказательство возможности преобразования прямолинейного движения в движение по окружности. Открытие названо в его честь — «Механизм Липкина — Посселье». В 1870—1873 годах учился в Петербургском университете. Страдал от нищеты, живя на скудную стипендию, предоставленную ему университетом. Публиковался в еврейском журнале «Гацефира» («Гацфира»; «Гудок», «Рассвет»). Согласно ревизским сказкам за 1874 год, он вновь проживал в местечке Жеймы с женой Геней-Сорой (1840—?), сыновьями Мойшей (1868), Абелем-Вульфом (1871), дочерью Эстер-Михлей (1863); в 1875 году выехал в Ковно.
Его устремления были вопреки воле отца, который очень страдал от этого и жаждал, чтобы кто-нибудь оказал влияние на его сына, чтобы тот изменил свой жизненный путь. Умер от оспы в 1876 году при жизни отца. Похоронен в Санкт-Петербурге.